# Albrecht Mertz von Quirnheim
Albrecht Ritter Mertz von Quirnheim (25 de março de 1905 – 21 de julho de 1944) foi um oficial alemão da Segunda Guerra Mundial.
Quirnheim era coronel da Wehrmacht, na época do nazismo. Foi executado no dia 21 de julho de 1944, junto com os outros conspiradores do Atentado de 20 de julho contra o Adolf Hitler. Foi um oficial essencial e apoiador de Claus von Stauffenberg para o plano de matar o Führer Adolf Hitler.

## Biografia
Quirnheim nasceu em Munique, Baviera, filho de Hermann Ritter Mertz von Quirnheim, capitão do Estado-Maior Geral da Baviera, passou sua juventude na capital da Baviera antes de seu pai ser nomeado chefe do Arquivo Imperial(Reichsarchiv), quando sua família se mudou para Potsdam. Na infância, desenvolveu amizade com Hans-Jürgen von Blumenthal e, quando jovem adulto, veio a conhecer os irmãos Werner von Haeften e Hans Bernd von Haeften. Por meio de ligações familiares, estes acabaram se tornando futuros companheiros de conspiração.  
Seguindo seu Abitur, Quirnheim juntou-se ao Reichswehr em 1923. Sua amizade com Claus von Stauffenberg, o qual se tornaria o conspirador-chave no [Atentado de 20 de julho, começou em 1925. Com a eclosão da Segunda Guerra Mundial, Quirnheim foi nomeado Diretor de Pessoal da divisão organizacional do Estado-Maior Geral.
Inicialmente, Quirnheim tinha posição favorável em relação à ascensão de Hitler ao poder, mas começou a se distanciar do regime quanto mais consciente ficava da brutalidade deste. Em 1941, por exemplo, seu apoio a um tratamento mais humano aos civis na Europa Oriental ocupada pelos nazistas desencadeou uma disputa entre Alfred Rosenberg (Ministro do Reich para os Territórios Orientais Ocupados) e Erich Koch (Comissário do Reich para a Ucrânia). Em 1942, enquanto foi promovido a tenente-coronel e, em seguida, a Chefe de Gabinete do 24º Exército na Frente Oriental, fortaleceu seus laços com a resistência alemã através de seu cunhado Wilhelm Dieckmann. Ele foi promovido a coronel em 1943, mesmo ano ele se casou com Hilde Baier.

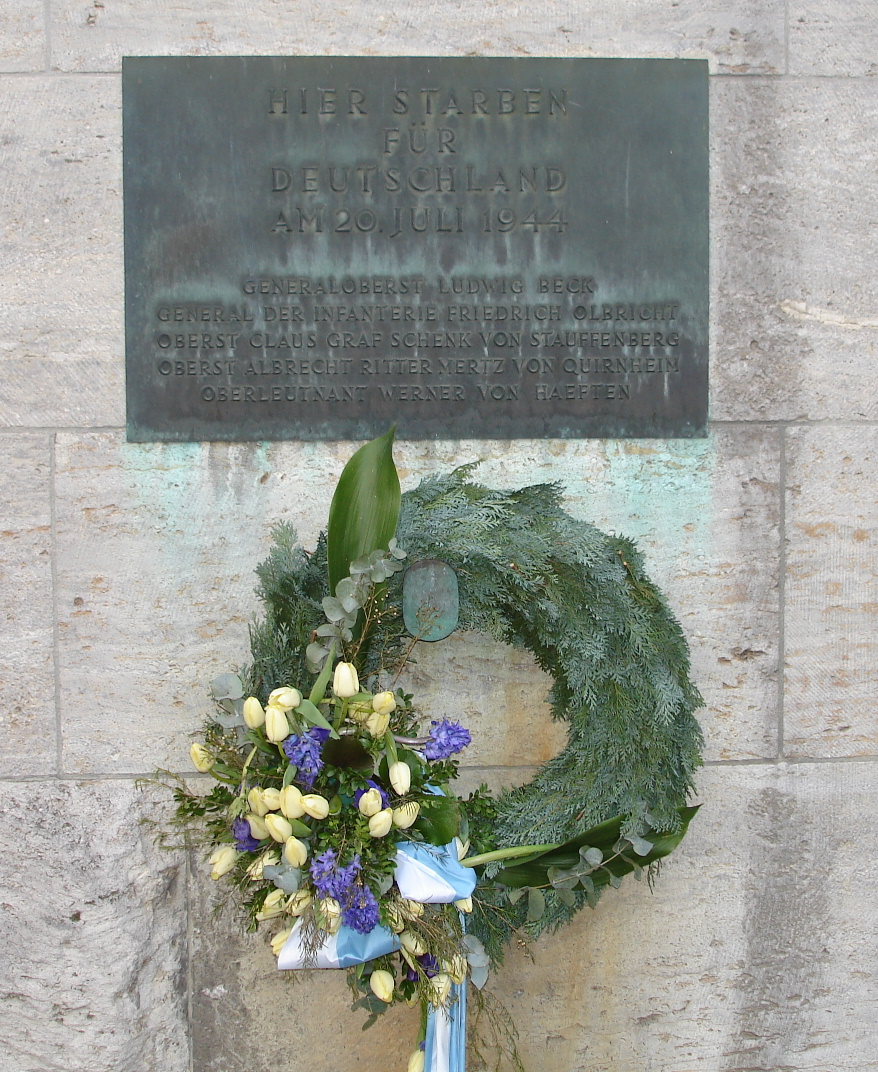
Memorial em Bendlerblock.

 Em Setembro de 1943, Quirnheim envolveu-se com a conspiração para matar Hitler. Quirnheim, General Friedrich Olbrich (seu superior) e Stauffenberg elaboraram a Operação Valquíria, um plano de ação para ser executado tão logo quanto Hitler morresse. Enquanto isso, Quirnheim sucedeu Stauffenberg como Chefe de Pessoal do Escritório Geral do Exército em Berlim. Imediatamente após o atentado à vida de Hitler na Prússia Oriental em 20 de Julho de 1944, Quirnheim pediu com urgência ao General Olbrich para iniciar a Operação Valquíria, mesmo que não estivessem certos de que Hitler havia sido morto. Quase ao mesmo tempo, porém, começaram a chegar notícias de que Hitler havia sobrevivido à tentativa de assassinato.
Dentro de algumas horas, Quirnheim, Stauffenberg, Olbrich e Werner von Haeften foram presos, julgados e sumariamente executados pelo Coronel-General Friedrich Fromm - um apoiador secreto que os traiu assim que a conspiração havia falhado - e foram fuzilados e enterrados no Adro de Matthäus no Distrito de Schönenberg, Berlim. Há uma lápide funerária em memória desse acontecimento no local. Heinrich Himmler, subsequentemente, ordenou que os corpos fossem exumados, cremados e que as cinzas fossem espalhadas.
Dias depois, os pais de Quirnheim e uma de suas irmãs foram presos pela Gestapo, e seu cunhado foi executado em 13 de Setembro de 1944.
Há, atualmente, um memorial onde Quirnheim e seus companheiros na Conspiração de 20 de Julho que foram executados.    

## Na mídia
- O ator alemão Christian Berkel interpreta Albrecht Mertz von Quirnheim no filme de Bryan Singer Valkyrie (2008).